# Бадью (приток Локчима)
Бадью (устар. Бадь-Ю, Бадья) — река в России, течёт по территории Корткеросского района Республики Коми. Устье реки находится в 272 км по правому берегу реки Локчим. Длина реки составляет 50 км.

## Данные водного реестра
По данным государственного водного реестра России относится к Двинско-Печорскому бассейновому округу, водохозяйственный участок реки — Вычегда от истока до города Сыктывкар, речной подбассейн реки — Вычегда. Речной бассейн реки — Северная Двина.
Код объекта в государственном водном реестре — 03020200112103000017559.